# Кейп-Ле-Гранд
Национальный парк Кейп-Ле-Гранд (англ. Cape Le Grand National Park) — национальный парк между округами Уитбелт и Средне-Западный штата Западная Австралия, расположенный в 631 км к юго-востоку от столицы штата Перта и в 56 км к востоку от Эсперанса. Площадь парка составляет 318,01 км². Этот район представляет собой древний ландшафт, который находился над уровнем моря более 200 млн лет и оставался не покрытым льдом. В результате в этом районе обитает множество примитивных реликтовых видов. Основанный в 1966 году, парк находится в ведении Департамента парков и дикой природы. Мыс Ле-Гран («Большой») получил название от одного из офицеров на фрегате «Надежда» (L’Espérance), одном из кораблей экспедиции Бруни д’Антрекасто 1792 года.

## География
Преимущественно гранитная береговая линия и пляжи с белым песком являются живописными особенностями парка. Парк используется для рыбалки, офф-роуд, туризма и пеших прогулок. Пляжи в парке включают пляжи в заливах Лаки-Бей, Росситер-Бэй, Хеллфайр-Бей, Ле-Гранд-Бич и Тистл-Коув. Острова и воды к югу от парка известны как природный заповедник архипелага Решерш, в который входят архипелаг Решерш и близлежащие прибрежные районы. на востоке расположен Национальный парк Кейп-Эрид. В юго-западной части парка преобладают скальные выходы гнейсов и гранитов. Они образуют характерную цепь пиков, включая гору Ле-Гранд (345 м), пик Френчмен (262 м) и холм Миссисипи (180 м, названный в честь французского китобойного судна Миссисипи). Далее вглубь континента парк представляет собой в основном покрытую эвкалиптовыми кустарниками песчаную равнину, перемежающуюся болотами и водоёмами с пресной водой.

## Флора и фауна
Песчаные равнины поддерживают густые заросли банксий (Banksia speciosa и Banksia pulchella).
Другая флора, которую можно найти в парке, включает чайное дерево, гревиллею, Казуариновые, нуитсию и ксанторрею. Пик цветения полевых цветов приходится на южную весну, которая длится до октября, и в парке представлены такие виды, как Cyanicula gemmata, Diuris corymbosa, Hakea laurina, Thysanotus sparteus и Thelymitra macrophylla.
- Banksia speciosa
- Banksia armata

Животный мир, который обычно встречается в парке, включает бандикутов хоботноголового кускуса, восточного кускуса, малого бандикута и западных серых кенгуру. Некоторые из реликтовых видов с гондванскими связями, которые встречаются в парке, включают безногих ящериц, таких как обыкновенный чешуеног, Delma fraseri, Delma australis и Aprasia striolata. Древняя, хотя и не гондванская, слепая змея Anilios australis также водится в парке. Эндемичные лягушки, обитающие в этом районе, включают лягушек Crinia georgiana, Limnodynastes dorsalis и Neobatrachus pelobatoides.

## Туризм
В парке расположена туристическая инфраструктура. Удобства включают туалеты, места для барбекю, кемпинги, столы, навесы, пешеходные дорожки, информационные центры и резервуары для воды. В парке проживают два штатных рейнджера.

## Галерея
- Вид на залив Лаки-Бей, один из пляжей парка
- Пешеходные прогулки по побережью Лаки-Бея
- Френчман-Пик